# ジョルジュ・ド・ラ・トレモイユ
ジョルジュ・ド・ラ・トレモイユ（Georges de la Trémoille, 1382年頃 - 1446年5月6日）は、百年戦争期のフランスの貴族。王室侍従長としてフランス王シャルル7世の寵臣として権勢を振るったが、政敵のアルテュール・ド・リッシュモン（後のブルターニュ公アルテュール3世）にクーデターを起こされ失脚した。ギー6世・ド・ラ・トレモイユの子でギーヌ伯。一時オーヴェルニュ伯兼ブローニュ伯でもあった。姓はラ・トレムイユとも表記される。

## 生涯
ブルゴーニュ公ジャン1世（無怖公）に仕えていたが、1419年に無怖公が派閥抗争で暗殺されると実行犯だったアルマニャック派に鞍替えした。1416年にベリー公ジャン1世の未亡人でオーヴェルニュ兼ブローニュ女伯ジャンヌ2世と政略結婚したが、1424年に子供が無いまま死去したジャンヌの領地は従叔母のマリーに譲られラ・トレモイユは領地を手に入れられなかった。
1427年にリッシュモンとヨランド・ダラゴンの要請でシャルル7世の寵臣ピエール・ド・ジアック（fr）とカミーユ・ド・ボーリユ（fr）の2件の暗殺に協力、リッシュモンを利用して排除した寵臣の後釜に座りシャルル7世の信頼を得ると、ジアックの未亡人カトリーヌ・ド・リール＝ブシャールと再婚、用済みとなったリッシュモンを翌1428年に宮廷から排斥して実権を握った。のみならず、所領に引きこもっていたリッシュモンへ私兵を用いて攻撃、寵臣2人がしていた軍資金横領にも手を染め、イングランド軍が南下してもお構いなしにリッシュモンと紛争を続けていた。その一方で自分の派閥強化も試み、リッシュモンを失ったヨランドが穴埋めに登用したジャン・ド・クランとその孫のジル・ド・レを遠縁ということもあって手元に置き、彼らを軍事上の手駒として重用した。
1429年、ジャンヌ・ダルクがイングランド軍が包囲しているオルレアンの救援をシャルル7世に願い出ると、消極的だったラ・トレモイユは主戦派の台頭を恐れジルにジャンヌを監視させ、オルレアン包囲戦が5月にフランス軍の勝利となり、ランス解放を目指して進軍するジャンヌらフランス軍にリッシュモンが合流すると阻止を図ったが失敗、リッシュモンはジャンヌ・ジルらと共にイングランド軍を6月のパテーの戦いで打ち破り、7月にランスでシャルル7世の戴冠式を実現させた。これ以上主戦派を勢いづかせないためラ・トレモイユはシャルル7世に進言してリッシュモンを再び遠ざけ、戴冠式に出席したジルをフランス元帥に任じて懐柔した。更に主戦派を出し抜こうとしてブルゴーニュ派と和平交渉に取り組み1430年までの休戦を取り付けた。
だが、1431年にヨランドが交渉でイングランド寄りのブルターニュ公ジャン5世（リッシュモンの兄）とシャルル7世を和解させ、ブルターニュをフランス陣営へ引き入れると、1432年にリッシュモンがヨランドの工作で宮廷に復帰してラ・トレモイユの権力は弱体化した。にも拘らずイングランド攻撃へ向かうリッシュモンへの執拗な妨害を止めないどころか、ヨランドの所領やリッシュモンの親族にも危害を加えたため、翌1433年に宮廷の反対派を結集したヨランドとリッシュモンの差し向けた刺客に誘拐され、出仕を禁止され宮廷から追放された。その後復帰を目指しジルを唆して野戦で手柄を上げようと企てたが失敗、1440年に大貴族とルイ王太子（後のルイ11世）が起こした反乱（プラグリーの乱）に参加したがリッシュモンにより鎮圧、外交に関わることを条件に復帰を許されたが、かつての権勢を取り戻せないまま1446年に64歳で死去。
後妻カトリーヌとの間に息子ルイ1世と娘ルイーズが生まれ、ルイ1世の子ルイ2世はフランス軍人として活躍した。また、ルイーズはオーヴェルニュ兼ブローニュ女伯マリーの孫に当たるベルトラン6世と結婚、2人が生んだ孫ジャンの血筋はイタリアのメディチ家に繋がり、玄孫カトリーヌ・ド・メディシスはフランス王アンリ2世妃となった。